# Finale della Coppa delle Coppe 1989-1990
La finale della 30ª edizione della Coppa delle Coppe UEFA è stata disputata il 9 maggio 1990 allo stadio Ullevi di Göteborg tra Sampdoria e Anderlecht. All'incontro hanno assistito circa 20 000 spettatori. La partita, arbitrata dallo svizzero Bruno Galler, ha visto la vittoria per 2-0 del club italiano ai tempi supplementari.

## Il cammino verso la finale
La Sampdoria di Vujadin Boškov esordì contro i norvegesi del Brann, battendoli con un risultato aggregato di 3-0. Agli ottavi di finale i temibili tedeschi occidentali del Borussia Dortmund furono sconfitti grazie al secco 2-0 di Marassi, dopo l'1-1 del Westfalenstadion. Ai quarti i Blucerchiati affrontarono gli svizzeri del Grasshoppers battendoli sia all'andata sia al ritorno rispettivamente coi risultati di 2-0 e 2-1. In semifinale i monegaschi del Monaco furono sconfitti ancora una volta grazie al 2-0 di Genova, dopo il 2-2 del Principato.
L'Anderlecht di Aad de Mos iniziò il cammino europeo contro i nordirlandesi del Ballymena Utd, vincendo agevolmente con un risultato complessivo di 10-0. Agli ottavi i favoriti spagnoli del Barcellona, detentori del trofeo, vennero battuti 2-0 nella gara di andata in Belgio; un successo decisivo, alla luce della sofferta sconfitta per 2-1 del Camp Nou che permise comunque di passare il turno. Ai quarti di finale i Paars-wit affrontarono gli austriaci dell'Admira/Wacker, passando il turno grazie alla vittoria casalinga per 2-0 e al pareggio per 1-1 a Mödling. In semifinale i rumeni della Dinamo Bucarest furono sconfitti sia all'andata che al ritorno col risultato di 1-0.

## La partita
A Göteborg va in scena la finale tra la Sampdoria, finalista uscente e giunta a Göteborg da imbattuta, e l'Anderlecht due volte vincitore negli anni '70 e capace di eliminare i campioni in carica del Barcellona. La partita è statica e, nonostante qualche disattenzione della difesa belga, i doriani non ne approfittano per passare in vantaggio. Si giunge così al 90' sullo 0-0.
Nei tempi supplementari il tecnico dei genovesi inserisce Fausto Salsano, che al 105' scocca un tiro dalla distanza che colpisce il palo e permette a Gianluca Vialli, capocannoniere del torneo, di ribattere a rete. In apertura del secondo tempo supplementare Roberto Mancini trova ancora il compagno Vialli, che batte nuovamente Filip De Wilde e fa partire la festa per i tifosi blucerchiati. Per l'Italia si tratta del quinto trofeo a distanza di sei anni dal precedente trionfo.

## Tabellino
| Arbitro: | Bruno Galler |

|                   |           |  |
| Vialli 105’, 107’ | Marcatori |  |

| Sampdoria | Anderlecht |

| Sampdoria:     |    |                     |     |     |
|                |    |                     |     |     |
| P              | 1  | Gianluca Pagliuca   |     |     |
| D              | 2  | Moreno Mannini      | 38’ |     |
| D              | 3  | Amedeo Carboni      | 36’ |     |
| C              | 4  | Fausto Pari         |     |     |
| D              | 5  | Pietro Vierchowod   |     |     |
| D              | 6  | Luca Pellegrini     |     |     |
| C              | 7  | Giovanni Invernizzi |     | 53’ |
| C              | 8  | Srečko Katanec      |     | 93’ |
| A              | 9  | Gianluca Vialli     |     |     |
| A              | 10 | Roberto Mancini     |     |     |
| C              | 11 | Giuseppe Dossena    |     |     |
| Sostituzioni:  |    |                     |     |     |
| C              | 14 | Attilio Lombardo    |     | 53’ |
| C              | 15 | Fausto Salsano      |     | 93’ |
| Allenatore:    |    |                     |     |     |
| Vujadin Boškov |    |                     |     |     |

| Anderlecht:   |    |                     |     |      |
|               |    |                     |     |      |
| P             | 1  | Filip De Wilde      |     |      |
| D             | 2  | Georges Grün        |     |      |
| D             | 3  | Guy Marchoul        |     |      |
| D             | 4  | Stephen Keshi       | 29’ |      |
| D             | 5  | Wim Kooiman         |     |      |
| C             | 6  | Charly Musonda      |     |      |
| C             | 7  | Patrick Vervoort    |     |      |
| C             | 8  | Arnór Guðjohnsen    |     |      |
| A             | 9  | Marc Degryse        |     | 103’ |
| C             | 10 | Milan Janković      |     | 112’ |
| A             | 11 | Marc Van Der Linden |     |      |
| Sostituzioni: |    |                     |     |      |
| A             | 14 | Luc Nilis           |     | 103’ |
| A             | 15 | Luís Oliveira       |     | 112’ |
| Allenatore:   |    |                     |     |      |
| Aad de Mos    |    |                     |     |      |